# Vicepresidente della Repubblica di Cipro
Il vicepresidente della Repubblica di Cipro è la seconda carica politica del Paese. Secondo la costituzione di Cipro del 1960, la vicepresidenza è riservata a un turco cipriota. 
Dall'invasione turca di Cipro del 1974 la carica è rimasta vacante.

## Elenco
| # | Ritratto | Nome         | Elezione   | Mandato          | Mandato          | Presidente   |
| # | Ritratto | Nome         | Elezione   | Inizio           | Fine             | Presidente   |
| - | -------- | ------------ | ---------- | ---------------- | ---------------- | ------------ |
| 1 |          | Fazıl Küçük  | 1959, 1968 | 16 agosto 1960   | 18 febbraio 1973 | Makarios III |
| 2 |          | Rauf Denktaş | 1973       | 18 febbraio 1973 | 15 luglio 1974   | Makarios III |